# 彭德尔顿法案

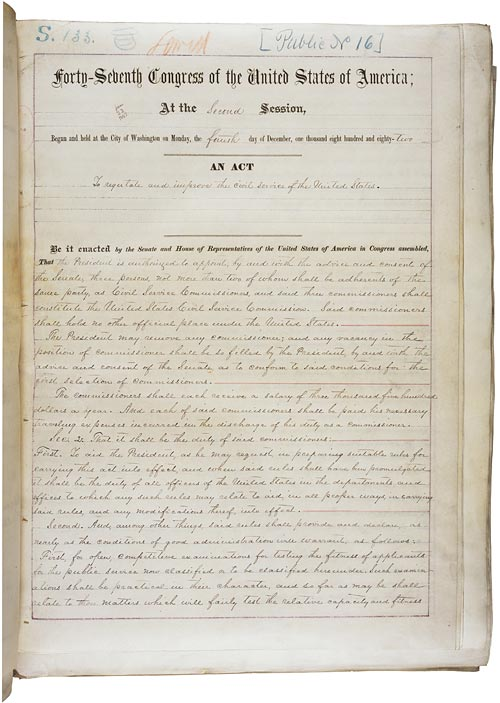
彭德爾頓法（1883）

彭德爾頓法（Pendleton Civil Service Reform Act），亦称“潘德爾頓法”，是1883年美國國會通過的一項管理與改善美國公務人員的法案。它首次確認了美國聯邦政府的人事管理原則，即競爭考試、職務常任和政治中立，並將此原則法制化、制度化，成為美國文官制度的基本原則。

## 立法背景
美國建立聯邦政府後，聯邦政府的沒有正規的人事制度，先後經歷了從喬治·華盛頓總統到約翰·亞當斯總統時期的“資歷制”和從安德魯·傑克遜總統到1883年《彭德爾頓法案》頒布時期的“分贓制度”兩個時期。南北戰爭後，聯邦官僚政治一般都混雜不清，因為其甄選官員與督導工作之制度非常荒謬。該制度於19世紀開始發展，所仰賴的是著名的政治格言「好處屬於勝利者」。這不一定代表所指派的都是不好的官員，許多政府官員相當優秀，但是制度本身不合於效率。然而，職務輪替之概念被認為是「民主的」，安德魯·傑克遜於1829年聲明：「沒有人天生就有擔任官職的權利…所有公職人員的職責是如此清楚與簡單，至少是被設計得如此簡單，以致於有才智的人能夠讓自己符合職務資格。」這句話至1829年都不是真的，當然50年後也不會成真。官員的不時更換顯得沒有制度，政府員工每次遇到選舉就開始恐慌，並且對於工作沒有多少忠誠度，因為他們職位短時間內就會面臨更替。如亨利·克雷所述，選後的政府官員「如同開羅的居民：每次瘟疫爆發，沒有人知道誰會遭遇死亡的襲擊」。
多年來，此項缺點愈來愈嚴重與明顯。政府領導人需要他們資助的被任命者投入時間與金錢參與政黨事務。每次選舉後，當選者總是被渴望求職者包圍，總統與國會間對於委派職務的爭吵日益嚴重。到了1880年代，選後打開華盛頓特區的報紙，可以發現許多這類的廣告：「徵求：政府職員，年薪至少1000元。提供100元給能夠保障我此職務的人。」
此情形又加上了聯邦政府的官僚成長。在傑克遜時代，已有兩萬人被聯邦政府僱用；到了南北戰爭結束，數目增加到53000人；到了1884年則是131000人；而1891年，則有166000人。總統被求職者所困擾。當詹姆斯·加菲爾德擔任總統時，他發現渴望求職者正如同「盤旋在受傷野牛上方的禿鷹」般「等著他」。
再者，新政府的工作需要特殊技能。打字機的使用於1880年早期被引進，這表示一名職員不只需要讀寫能力與端正筆跡。隨著行政機構的設立（例如州際貿易委員會，以及專門的農業局），人們需要科學知識。分贓制度不是辦法。
1864年，共和黨參議員查理斯·薩姆納提出了第一個文官改革法案，要求通過競爭考試選拔錄用文官，成立文官委員會主持考選事宜。1865年12月開始，美國的“文官改革之父”托馬斯·A ·詹克斯又陸續提出一系列文官改革法案和報告，並鼓動進行文官制度改革。與此同時，喬治·W·科蒂斯主編的《哈潑雜誌》和《北美評論》、《芝加哥論壇報》等報刊上發表了一系列政論文章，與國會的改革法案遙相呼應，文官改革運動興起。1871年3月，第41屆國會通過了萊曼·特朗布林在綜合撥款法案中提出的文官法，該法授權總統制定文官的選拔和錄用規則。尤利西斯·辛普森·格兰特總統隨即任命一個以科蒂斯為首的七人文官委員會，負責制定文官法規。文官制度的改革受到國會議員的阻撓，眾議員威廉·威廉斯指責文官常任制「在總體上違背共和原則，並將顛覆民選政府」。接著，加菲爾德總統被一名失意的求職者查尔斯·J·吉特奥刺殺，民眾的不滿之聲終於獲得重視。

## 立法过程
1882年由俄亥俄州民主黨議員喬治·亨特·彭德爾頓（George H. Pendleton）向國會提交“调整和改善美利坚合众国文官的法案”。1882年12月27日，參議院以38票贊成、5票反對，通過了“彭德爾頓法案”。1883年1月4日，眾議院經過30分鐘辯論之後，直接投票；最終該法案以155票對47票獲得通過，并由总统切斯特·艾倫·阿瑟正式签署頒行。

## 主要內容
第一，“總統有權在參議院的建議和同意下, 指派三名文官委員會委員” 此三名人選不得來自同一政黨。亦“不得在美國政府其它部門兼職”。這些委員的職責是“遵照總統要求, 協助總統擬定使這個法令得到實行的合法的規則”。二十世紀上半期後, 聯邦文官委員會不僅決定應考試的職位並執行考試辦理職務分類事宜, 建立職位分類的統一標準。確定待遇標準及擬定俸給數額表, 而且確定有關實習、升遷、調轉、請假、獎懲、離職, 糾紛處理事宜的一般政策和標準程式, 從事人事行政研究,進行忠貞調查等。

第二，對文官的錄用及調整作了兩方面規定: 一是在過去文官分類規則的基礎上, 對文官分類作了更明確的規定；二是確定了舉行公開競爭性考試、擇優錄取的原則。這兩方面構成了美國文官“功績制”的主體。聯邦政府實行分類, 採取公開競爭考試錄用的職位數目愈來愈多。而“功績制”的發展, 也使文官隊伍的成分發生了很大的變化, 專家和科學人員職位的增加充分反映了這支隊伍日益職業化、專業化趨向, 這一趨向又反過來促進了文官隊伍的穩定和效率的提高。

第三，規定公職人員在錄用問題上不“提供任何基金或承擔任何義務, 並且將不會因為拒絕提供基金或承擔義務而彼此免職或另眼相待……”。

## 評價
該法案的頒佈施行標誌著美國文官改革運動的基本結束，使得聯邦政府有了一個中央人事機構——文官委員會。它把工業化時代的自由競爭機制引入文官的選拔錄用，廢除了由政治活動決定文官任免升降的分贓制，代之以憑個人能力決定其任免升降的功績制。該法已经具备现代文官制度的一些基本特征 ,它奠定了美國現代文官制度的基礎。同時，法案的施行促進了文官的知識化,改善了部分文官的素質；加強了政府工作的穩定性,有利於文官的專業化；提高了政府各部門的工作效率。

但是，該法案在功績制的施行中仍然存在弊端，如對文官工作政績考核結果等方面並未作出明確規定；同時，它只適用于分類列舉文官，非分類列舉文官仍採用傳統的分贓制。